# Climacia doradensis
Climacia doradensis is een insect uit de familie sponsvliegen (Sisyridae), die tot de orde netvleugeligen (Neuroptera) behoort. 
Climacia doradensis is voor het eerst wetenschappelijk beschreven door Flint in 1998.